# Cnidoscolus bellator
Cnidoscolus bellator är en törelväxtart som först beskrevs av Erik Leonard Ekman och Ignatz Urban, och fick sitt nu gällande namn av Hermano León. Cnidoscolus bellator ingår i släktet Cnidoscolus och familjen törelväxter. Inga underarter finns listade i Catalogue of Life.